# A Lovesome Thing
A Lovesome Thing ist ein Jazzalbum von Geri Allen und Kurt Rosenwinkel. Die 2012 in der Philharmonie de Paris entstandenen Aufnahmen erschienen am 24. November 2023 auf Heartcore Records in Zusammenarbeit mit Motéma Music.

## Hintergrund
Im Jahr 2012 entstand das letzte Album, das die Pianistin Geri Allen zu Lebzeiten veröffentlichte; Grand River Crossings (Motown & Motor City Inspirations). Im selben Jahr fand auch die einzige aufgenommene Zusammenarbeit zwischen der Pianistin und dem Gitarristen Kurt Rosenwinkel statt. Geri Allen sprach danach oft von ihrem Wunsch, auch eine Studioaufnahme mit Rosenwinkel zu machen, um den „Fluss und die Freiheit“ zu dokumentieren, die sie an diesem Abend in Paris beim Spielen mit dem Gitarristen erlebt hatte, doch die Pianistin starb im Juni 2017. Das von Kurt Rosenwinkel und Jana Herzen von Motéma produzierte Album ist Geri Allens Andenken gewidmet.

## Titelliste
- Geri Allen & Kurt Rosenwinkel: A Lovesome Thing (Motéma Music)

1. A Flower Is a Lovesome Thing (Billy Strayhorn) 10:18
2. Embraceable You (George & Ira Gershwin) 11:46
3. Introductions (Geri Allen) 1:13
4. Simple #2 7:52
5. Ruby, My Dear (Thelonious Monk) 11:20
6. Introductions (Kurt Rosenwinkel) 0:10
7. Open-Handed Reach 9:55
8. End of Show (Audience) 0:26

Wenn nicht anders vermerkt, stammen die Kompositionen von Geri Allen und Kurt Rosenwinkel.

## Rezeption
Wolf Kampmann weist in seiner Besprechung von A Lovesome Thing in Jazz thing darauf hin, dass die beiden Interpreten sicher nicht das erste Gespann sei, das einem einfalle. Zudem sei die Kombination von Gitarre und Klavier schwierig, weil seit „Undercurrent“ von Bill Evans und Jim Hall kaum etwas nennenswertes Innovatives geschehen sei. Doch Allen und Rosenwinkel würden hier über sich selbst hinauswachsen: Im bedingungslosen Einlassen auf das jeweilige Gegenüber fänden die beiden neue Erzählungen, mit denen sie sich weit aus ihrem gewohnten spielerischen Umfeld hinausbegeben würden. Die „konzeptionelle Undenkbarkeit“ dieses Duos führte bei ihrem Zusammentreffen dazu, dass sie es einfach geschehen ließen. „Die andächtige Poesie dieser Live-Aufnahme, bei der man beiden Beteiligten einander regelrecht zuhören kann, mutet streckenweise fast sakral an.“
Nach Ansicht von Dave Linn, der das Album in All About Jazz rezensierte, waren beide Musiker in Höchstform und kamen ohne Proben zusammen, wodurch die Musik einfach durch sie hindurch fließen konnte und die hier zu hörenden Ergebnisse berauschend seien. Der Mitschnitt würde die magische Synergie einfangen und die Essenz und das Können zweier gleichgesinnter Musiker zeigen, die durch Empathie und Improvisation eine gemeinsame Basis finden.
Ebenfalls in All About Jazz schrieb Neil Duggan: „Es gab keine Probe. Es überrascht vielleicht, dass dies ein Abend war, an dem die Sterne stimmten und die Nacht ein voller Erfolg war. Glücklicherweise wurden die Ergebnisse aufgezeichnet.“ Dies sei eine sanfte, sanfte und exquisite Aufnahme, die tiefes Zuhören belohne. Die Synergie der beiden Spieler sei deutlich zu hören, und die Klavier- und Gitarrentöne würden zu einer improvisierten und miteinander verwobenen Klanglandschaft verschmelzen. Eine Studioaufnahme sollte der nächste Schritt sein, leider hatte das Schicksal andere Pläne.